# Polemark
En polemark eller polemarchos (grekiska πολεμαρχ, vilket betyder "krigshövding") var en militärtitel i antikens Grekland. I Sparta förde en polemark befälet över en brigad. I Aten däremot var en polemark en av de magistrater, som kallades arkonter. Ursprungligen var polemarken befälhavare för armén, men efter 487/486 f.Kr., då de atenska magistraterna utsågs genom lottning, handhades de militära plikterna av strategoierna. Detta ämbete hade även religiösa och juridiska funktioner.
I modern tid kallar vissa sammanslutning, särskilt Kappa Alpha Psi, sina kapitelledare för polemarker.

## Användning i skönlitteratur
Detta ämbete förekommer i Orson Scott Cards roman Ender's Game. I denna roman får polemarken högsta befälet över mänsklighetens rymdflottor. Polemarken är, tillsammans med strategos och hegemon, en av de tre mäktigaste personerna i hela världen. På grund av tron på deras nedärvda tur och skicklighet, tillsattes judar på alla dessa poster — en amerikansk jude som hegemon, en israelisk jude som strategos och en rysk jude som polemark — men när formikerna blev besegrade hade denna vidskepelse försvunnit.